# Prunum walvisianum
Prunum walvisianum is een slakkensoort uit de familie van de Marginellidae. De wetenschappelijke naam van de soort is voor het eerst geldig gepubliceerd in 1920 door Tomlin.